# Mimosa lanuginosa
Mimosa lanuginosa är en ärtväxtart som beskrevs av Arturo Erhardo Erardo Burkart. Mimosa lanuginosa ingår i släktet mimosor, och familjen ärtväxter. Inga underarter finns listade i Catalogue of Life.

## Bildgalleri

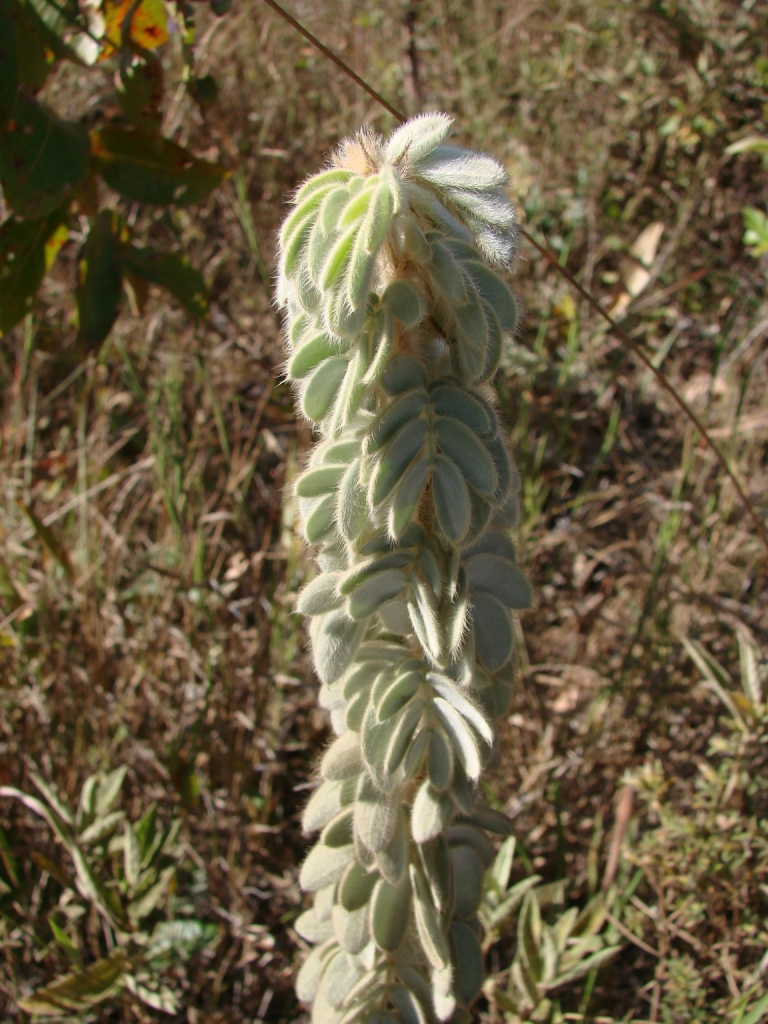
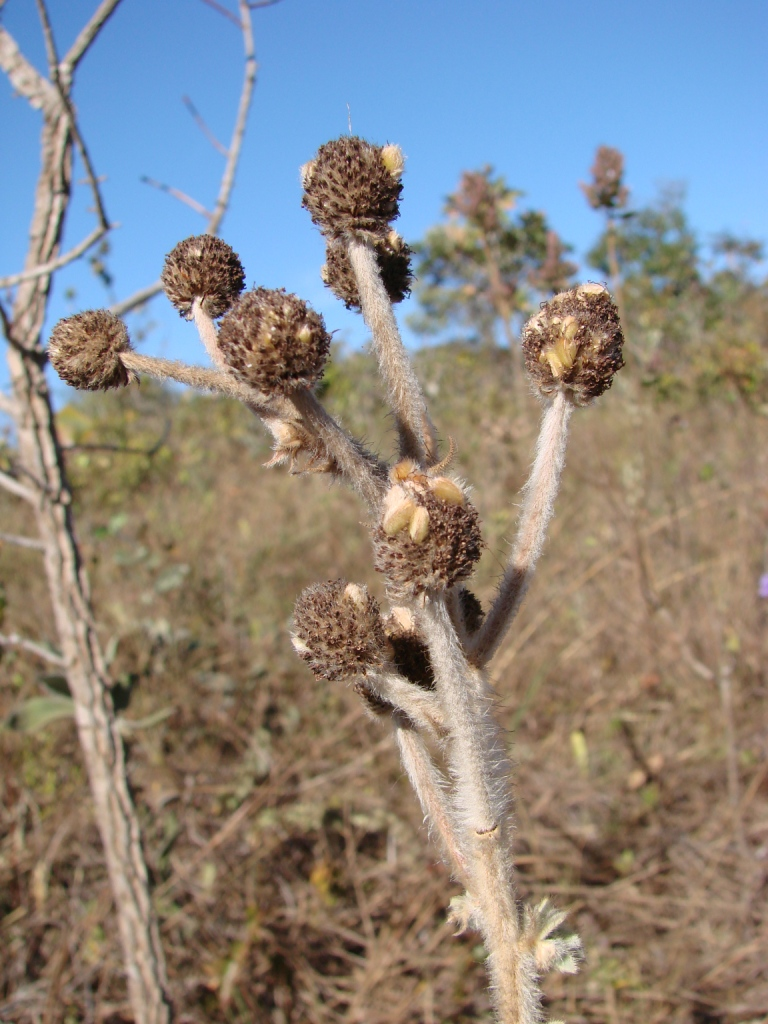
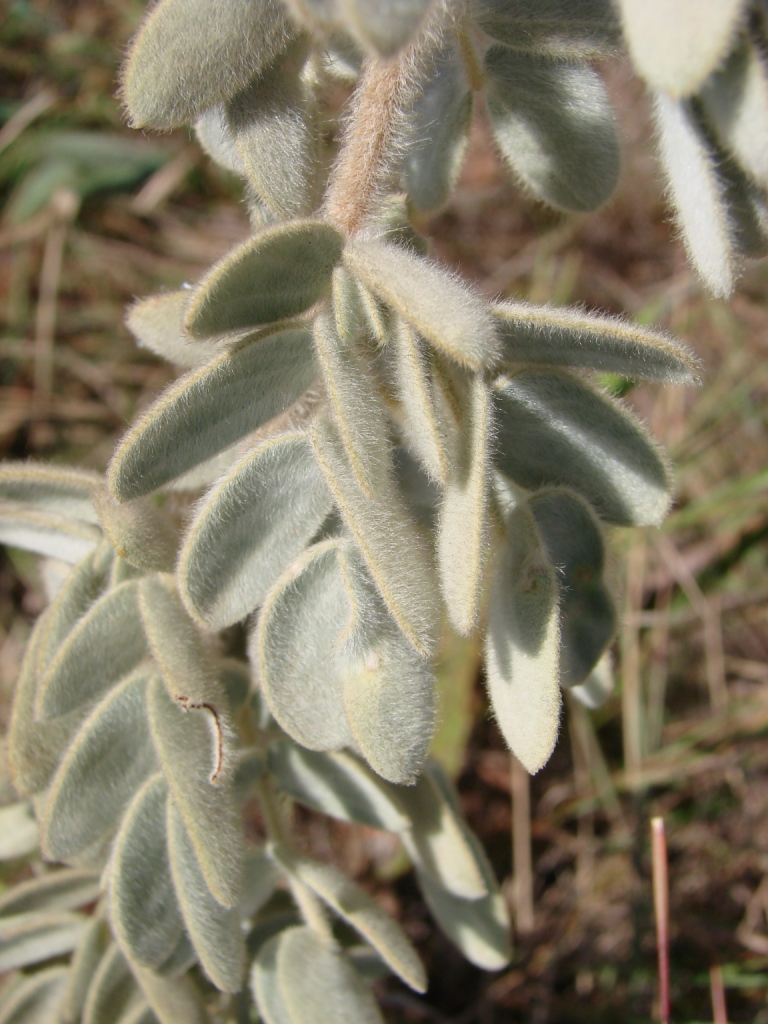